# Miroslav Jelínek
Miroslav Jelínek, także Miki Jelínek (ur. 20 maja 1950 w Pradze) – czeski aktor, kompozytor i autor tekstów piosenek.
W latach 1970–1987 występował w alternatywnym studiu teatralnym Divadlo na okraji, który mieścił się w klubie Rubin na praskiej Malej Stranie. W tym samym czasie związał się z zespołem F.O.K., grającym muzykę ludową. Komponował także muzykę do spektakli teatralnych i filmu.

## Role filmowe
- 1970: Straszne skutki awarii telewizora jako Jirka
- 1971: Pet muzu a jedno srdce jako pacjent
- 1980: Blues pro EFB

## Muzyka filmowa
- 1984: Dzusový román
- 1990: Zkouskové období
- 1990: Nezny barbar
- 1995: Tvuj svet